# Hassan Rouhani
Hassan Rouhani, Rohani o Rowhani (persiano: حسن روحانی‎ Ḥasan Rūḥānī [hæˌsæn-e roʊhɒːˈniː]; Sorkheh, 12 novembre 1948), è un politico iraniano, 7º Presidente della Repubblica Islamica dell'Iran dal 3 agosto 2013 al 3 agosto 2021.
È stato membro dell'Assemblea degli Esperti dal 1999, membro del Consiglio del Discernimento della Repubblica islamica dell'Iran dal 1991, membro del Supremo consiglio per la sicurezza nazionale dal 1989, e capo del Centro per la ricerca strategica (Markaz-e Tahqiqat-e Estratejik) dal 1992. Ha ricoperto, inoltre, l'incarico di vice presidente della Majlis, e in qualità di Segretario del consiglio supremo della sicurezza nazionale, incarico che ha ricoperto dal 1989 al 2005, è stato anche il negoziatore capo con i paesi dell'AIEA riguardo al programma nucleare iraniano.
Estromesso dall'incarico di Segretario del consiglio supremo per la sicurezza nazionale a seguito della vittoria degli ultra conservatori di Mahmud Ahmadinejad, torna alla ribalta quando il 7 maggio 2013 si candida alle elezioni presidenziali divenendo, a seguito dell'esclusione di Rafsanjani e della rinuncia di Reza Aref, l'unico candidato per il movimento moderato-riformatore. Favorevole anch'egli al programma nucleare, è, tuttavia, sostenitore di una politica estera più moderata e maggiormente incline al dialogo con l'Occidente, e in politica interna ha promesso che avrebbe preparato una "carta dei diritti civili" e attuato riforme per rilanciare l'economia. Alle ore 20:30 locali del 14 giugno 2013 il ministro dell'interno ha annunciato che Rouhani è stato eletto al primo turno presidente con 18 613 329 voti, pari al 50,71 percento dei votanti. È stato riconfermato presidente alle elezioni del 19 maggio 2017.

## Biografia

### Gioventù e studi
Nato nel 1948 a Sorkheh nei pressi della città di Semnan da una famiglia di oppositori dello Scià Mohammad Reza Pahlavi, cominciò i suoi studi religiosi al seminario di Semna nel 1960 per poi spostarsi, l'anno seguente, come attesta lo stesso Rouhani nelle sue memorie, a quello di Qom.
Accanto agli studi religiosi frequentò corsi moderni e fu ammesso all'Università di Teheran nel 1969 dove ottenne la laurea in giurisprudenza nel 1972. Anni dopo continuò i suoi studi in Europa, alla Glasgow Caledonian University dove si laureò nel 1995 con una tesi intitolata "The Islamic legislative power with reference to the Iranian experience".
I suoi studi, tuttavia, sono oggetto di controversie poiché secondo alcuni avrebbe frequentato in segreto i corsi alla Caledonian negli anni 70 sotto il nome di "Hassan Feridon".

### Famiglia e vita privata
Il padre Asadollah fu un importante uomo d'affari al Bazar di Semnan, dove la madre, Sakineh, ancora vive.
Rouhani sposò sua cugina Sahebeh Arabi nel 1969 e da lei ha avuto quattro figli, due maschi e due femmine. Il primogenito, Hossein, si suicidò nell'aprile del 1992 ed è sepolto a Behesht-e Zahra.

## Carriera politica

### Primi anni
In gioventù intraprese la sua carriera politica sostenendo l'Ayatollah Khomeini e dal 1965 cominciò a viaggiare per tutto il paese tenendo discorsi pubblici contro il governo autocratico dello Scià; fu arrestato diverse volte e gli fu proibito di tenere discorsi pubblici.
Nel novembre del 1977, in una cerimonia pubblica tenutasi alla Moschea Ark a Teheran per commemorare la morte di Mustafa Khomeini, Rouhani usò il titolo di "Imam" per riferirsi a Khomeyni, in esilio.
Fu, perciò, perseguitato dalla SAVAK e l'Ayatollah Mohammad Beheshti e l'Ayatollah Motahhari gli consigliarono di lasciare il paese. In esilio riprese la sua attività di oratore presso i gruppi di studenti iraniani e in seguito raggiunse a Parigi Khomeyni.

### Dopo la rivoluzione islamica
Dopo la vittoria della rivoluzione islamica in Iran, Hassan Rouhani si dedicò alla riorganizzazione dell'esercito e delle basi militari. Fu eletto all'Assemblea Consultiva Islamica nel 1980 e rimase deputato per 5 mandati consecutivi (fino al 2000), ricoprendo la presidenza del comitato per la difesa (I e II mandato), per la politica estera e la vicepresidenza dell'Assemblea (IV e V mandato). Durante la guerra Iran-Iraq, Rouhani ottenne la nomina di membro del Consiglio Supremo della Difesa (1982-1988), membro del Consiglio Superiore di supporto bellico, del comitato esecutivo (1986-1988), vice comandante della guerra (1983-1985), comandante della Khatam ol-Anbiya Operation Center (1985-1988), della Iran Air Defense Force (1986-1991) e infine Vice Comandante in Capo delle Forze Armate (1988-1989).
Alla fine della guerra, gli fu assegnata la medaglia Fath (Vittoria) di secondo grado e fu insignito, dall'allora Comandante in Capo delle Forze Armate Ayatollah Khamenei, dell'onorificenza Naṣr in occasione della liberazione di Khorramshahr. Dopo la riforma costituzionale del 1988 e la creazione del Supremo consiglio per la sicurezza nazionale, fu creato segretario del medesimo rappresentando la guida suprema l'Ayatollah Khamenei, successore di Khomeyni.
Mantenne tale incarico per sedici anni, fino al 2005, quando forti contrasti con il presidente Mahmud Ahmadinejad portarono alla sua sostituzione con un esponente conservatore e nel contempo ricoprì l'incarico di negoziatore capo presso l'AIEA nei negoziati in merito al Nucleare iraniano. Nel 1991 è inoltre membro del Consiglio per il Discernimento e il 18 febbraio del 2000 Rouhani è stato eletto membro dell'Assemblea degli Esperti come rappresentante della provincia di Semnan; nel 2006 fu confermato in rappresentanza della provincia di Teheran, incarico che ricopre tuttora.
Come membro dell'Assemblea degli esperti, diresse il comitato politico e sociale (2001-2006), partecipò al consiglio di presidenza e divenne segretario del gruppo (2006-2008).
Accanto alla sua attività politica, Rouhani mantenne le sue attività accademiche divenendo membro, dal 1995 al 1999 del consiglio di amministrazione dell'università di Teheran e presiedendo il centro per la ricerca strategica curando, come caporedattore, tre riviste trimestrali scientifiche e di ricerca, in farsi e in inglese, Rahbord (strategia), Foreign Relations, e l'Iranian Review of Foreign Affairs.

### Ruolo come negoziatore capo per il programma nucleare iraniano

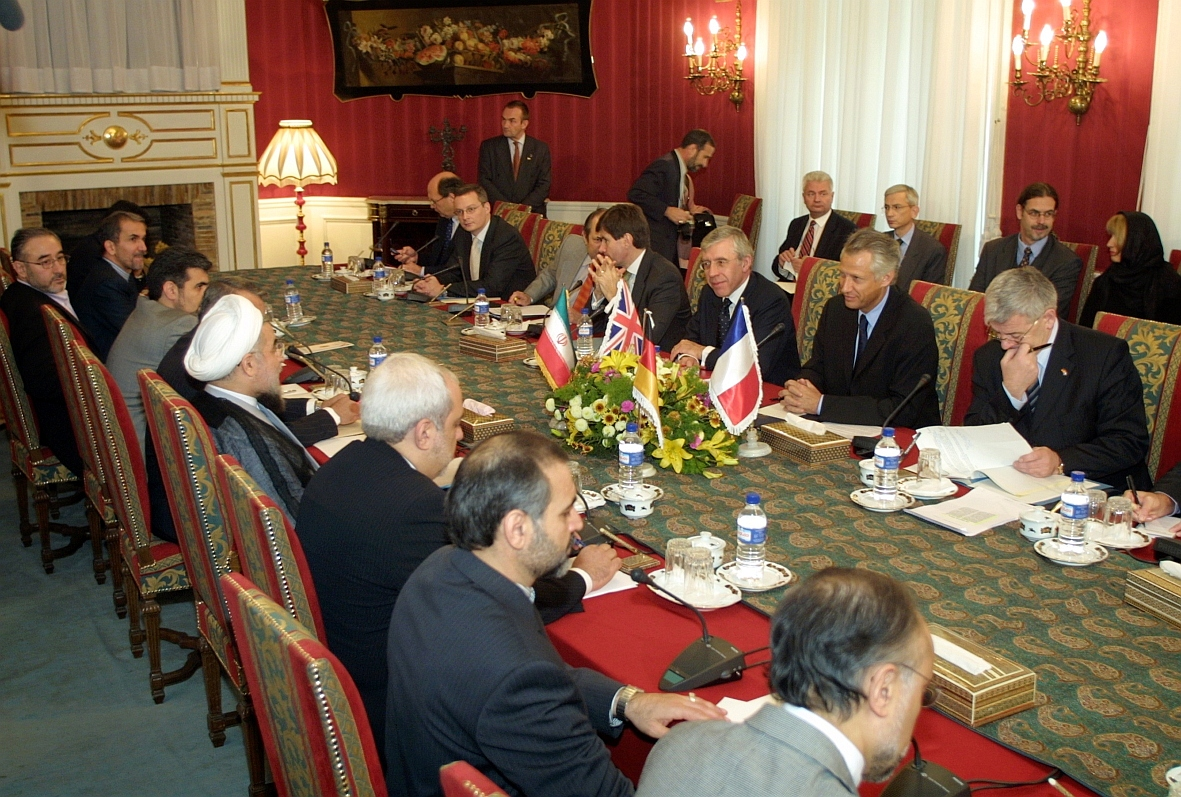
Primo incontro tra i delegati europei e iraniani in merito al nucleare, Tehran, Iran, 21 ottobre 2003

Rouhani è stato segretario del Concilio di Sicurezza Nazionale Supremo dell'Iran per sedici anni. La sua alta posizione nei negoziati nucleari hanno portato al soprannome di "Sceicco diplomatico" (nota: sceicco non è un titolo esistente in Iran) usato per la prima volta dalla rivista riformista dello Sharq nel novembre del 2003, e riutilizzato successivamente in modo estensivo dai media persiani. La sua carriera al concilio cominciò sotto il governo del presidente Hashemi Rafsanjani e continuò sotto il suo successore Khatami. La sua carica come più alto negoziatore terminò dopo 678 giorni (dal 6 ottobre al 15 agosto 2005) per via dell'elezione come presidente di Ahmadinejad. Il periodo in questione fu segnato dall'inizio della crisi nucleare iraniana cominciata a causa di rivelazioni sulla portata di tale programma e delle forti risoluzioni della Agenzia internazionale per l'energia atomica (IAEA) che ne conseguirono. Nel giugno del 2004 il consiglio della IAEA impose nuove e stringenti controlli sul programma iraniano. Tale sviluppo fu parallelo alla vittoria degli Stati Uniti in Iraq e alla escalation di violenza nella regione.
Con l'innalzarsi delle tensioni e per via delle differenze di opinione tra il ministro degli esteri iraniano e l'Agenzia internazionale per l'energia atomica, vi fu una nuova proposta da parte del ministro Kamal Kharazi la quale fu accettata dal presidente Khatami e da altri leader iraniani. La decisione prevedeva la formazione di un forte team per i negoziati sul nucleare, con a capo Rouhani. Il gruppo fu conferito con poteri speciali per formulare in piano comprensivo per la collaborazione con la IAEA. Rouhani prese il controllo dei negoziati il 6 ottobre del 2003. Successivamente i negoziati tra Iran, Francia, Germania e Regno Unito ripresero a Saadabad in Teheran, e successivamente a Bruxelles.
Rouhani e il suo team furono nominati da Ali Akbar Velayati e Kharazi come i migliori diplomatici del ministero degli esteri iraniano in base al loro sforzo nella risoluzione della crisi nucleare, e la loro abilità nel creare confidenza nel teatro internazionale. Per esempio il team riuscì a evitare sotto il proprio mandato che il caso iraniano fosse mandato al Consiglio di sicurezza delle Nazioni Unite. Per raggiungere tale obbiettivo alcune componenti del programma nucleare furono temporaneamente sospese. Allo stesso tempo l'Iran riuscì parallelamente a completare il ciclo nucleare e a compiere passi significativi nella realizzazione del programma nucleare civile. Tuttavia tali traguardi diplomatici furono disfatti dall'ascesa del presidente populista e conservatore Ahmadinejad, il quale criticò fortemente le scelte di Rouhani.

### Campagna elettorale 2013

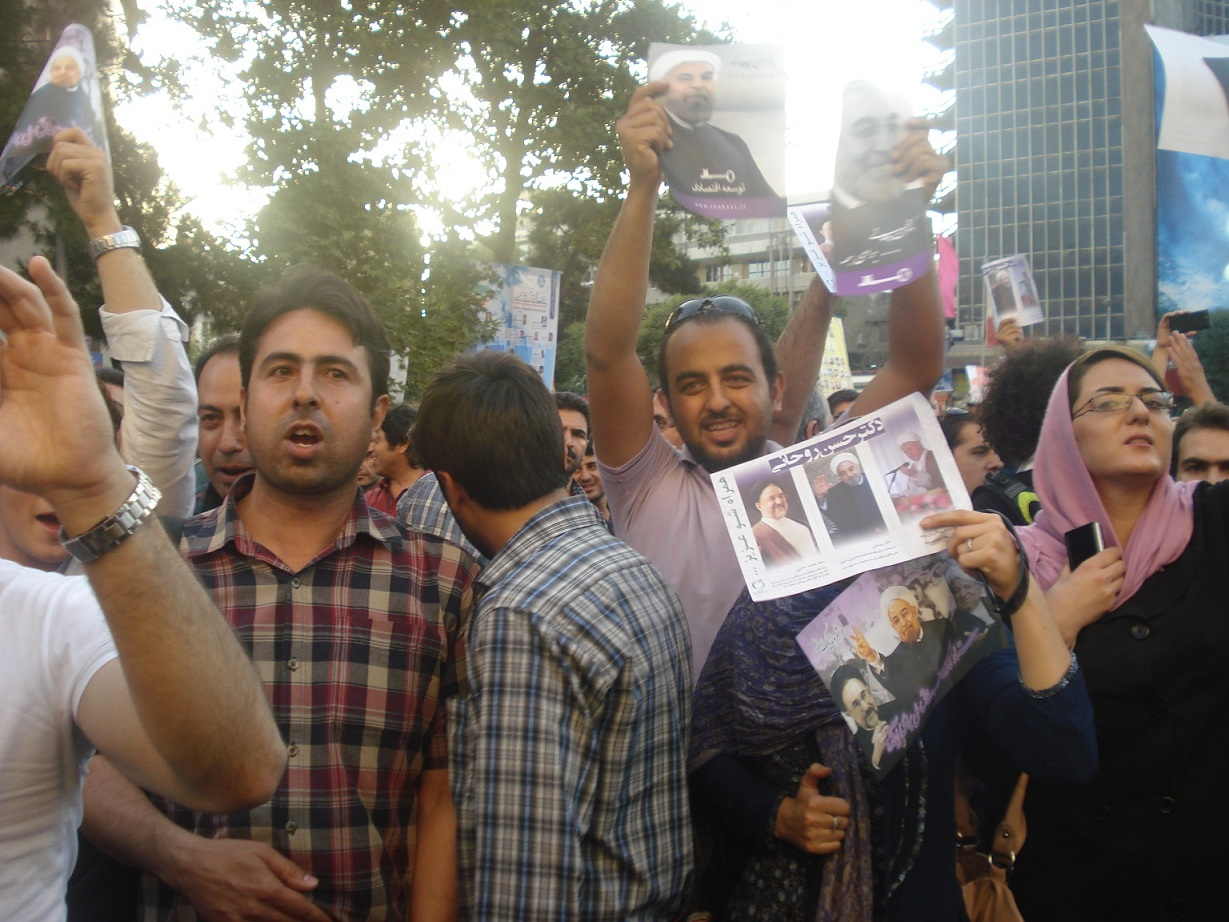
Sostenitori di Rouhani nelle elezioni iraniane del 2013

Rouhani veniva considerato uno dei candidati favoriti durante le elezioni per via delle opinioni centriste e per i buoni rapporti sia con il "clero" sia con il movimento riformista (Movimento Verde). Annunciò la propria candidatura l'11 marzo 2013 e registrò il proprio nome come candidato il 7 maggio. I precedenti presidenti riformisti dell'Iran Mohammad Khatami e Akbar Hashemi Rafsanjani, assieme ad altri esponenti dei movimenti riformisti in Iran diedero tutti il proprio appoggio a Rouhani, dopo che il riformista Mohammad Reza Aref si ritirò dalle presidenziali sotto consiglio di Khatami per alzare le speranze di vittoria di Rouhani contro i candidati conservatori. Il 10 giugno la Fars news agency suggerì la squalifica di Rouhani e The Washington Post, in un editoriale, predisse che il regime iraniano non avrebbe permesso la vittoria di Rouhani.
Nel 15 giugno 2013 il ministro degli interni iraniano Mostafa Mohammad Najjar annunciò i risultati delle elezioni, che avevano raccolto un totale di 36 milioni di voti. Rouhani vinse al primo turno con 18 613 329 voti, il triplo del rivale più vicino Mohammad Bagher Ghalibaf che si fermò a 6 077 292 voti. La maggior parte dei voti di Rouhani provengono dalla classe media e dai giovani, con supporto maggioritario anche nelle città più religiose come Mashhad e Qom, e anche nei piccoli villaggi e paesi dell'Iran. La massiccia vittoria di Rouhani viene associata al distacco dell'elettorato iraniano dai conservatori e ai fallimenti eclatanti del presidente conservatore Ahmadinejad in ambito politico ed economico, e anche alle irregolarità elettorali del 2009, le quali portarono alla nascita del Movimento Verde, successivamente oppresso dal regime iraniano e dal governo di Ahmadinejad.

## Presidenza
Rouhani fu dichiarato vincitore il giorno dopo le elezioni. Ricevette l'incarico dal suo predecessore Ahmadinejad il 3 agosto 2013. Fu inaugurato settimo presidente della Repubblica islamica dell'Iran il giorno successivo al parlamento iraniano. Nella prima conferenza stampa dopo la sua elezione, Rouhani ha ripetuto la sua promessa di portare profondi cambiamenti alle relazioni dell'Iran con il resto del mondo. Promise una più grande apertura e di risanare l'immagine internazionale dell'Iran, severamente compromessa dal suo predecessore conservatore e populista Ahmadinejad, offrendo più trasparenza nel programma nucleare per ricreare fiducia nell'arena internazionale.
È stato riconfermato presidente alle elezioni del maggio 2017.

### Politica estera

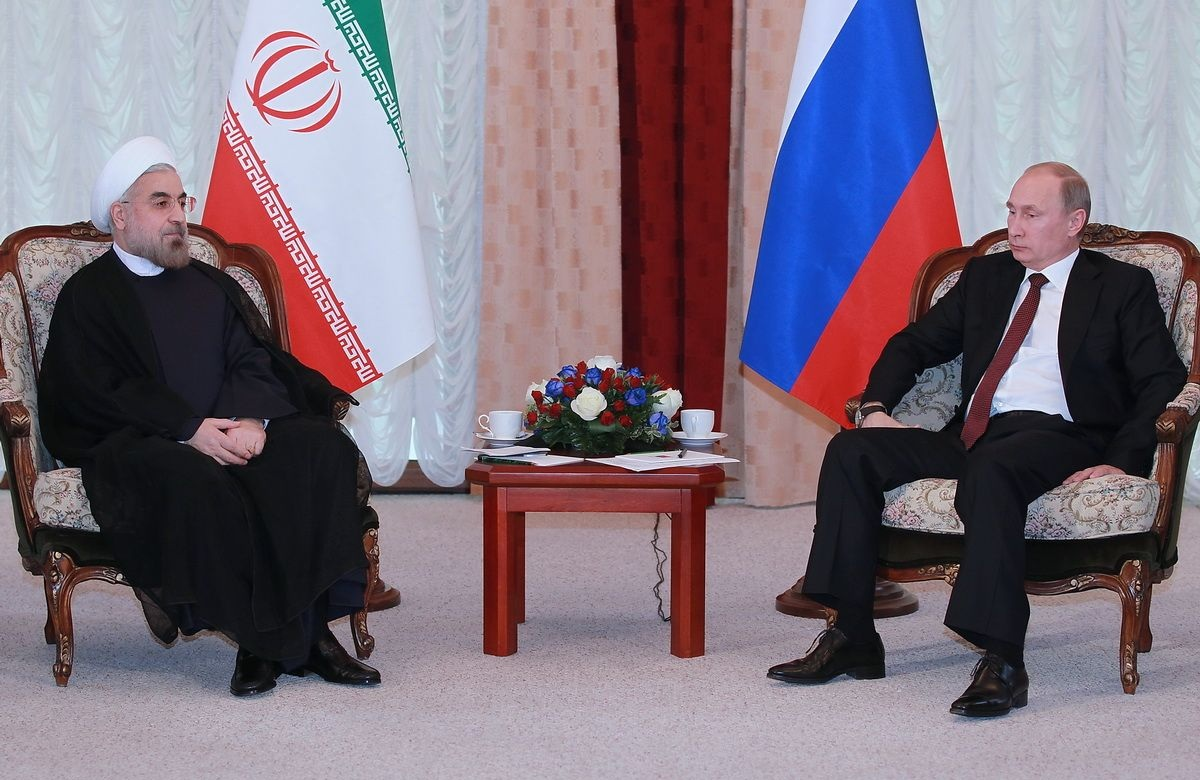
Rouhani incontra il presidente russo Vladimir Putin a Bishkek, 13 settembre 2013

La politica estera di Rouhani è stata ostacolata da membri conservatori del clero iraniano, i quali probabilmente temono un distacco dall'attuale status-quo. Inoltre Rouhani deve fare le spese con la disastrosa eredità di Ahmadinejad nella politica estera, per via delle dichiarazioni di quest'ultimo su Israele e l'Olocausto. L'intransigenza di Ahmadinejad nel programma nucleare iraniano ha inoltre portato a ingenti sanzioni economiche contro l'Iran, la rimozione delle quali richiede uno sforzo diplomatico significativo. Le dichiarazioni alle Nazioni Unite di Rouhani e la sua volontà di apertura al mondo, così come le capacità ed esperienze diplomatiche del nuovo ministro degli esteri Javad Zarif, hanno acceso le speranze per il risanamento delle relazioni dell'Iran con la comunità internazionale. Tuttavia rimane spinosa la questione di Israele, in quanto la repubblica islamica non ne riconosce la legittimità.

#### Stati Uniti

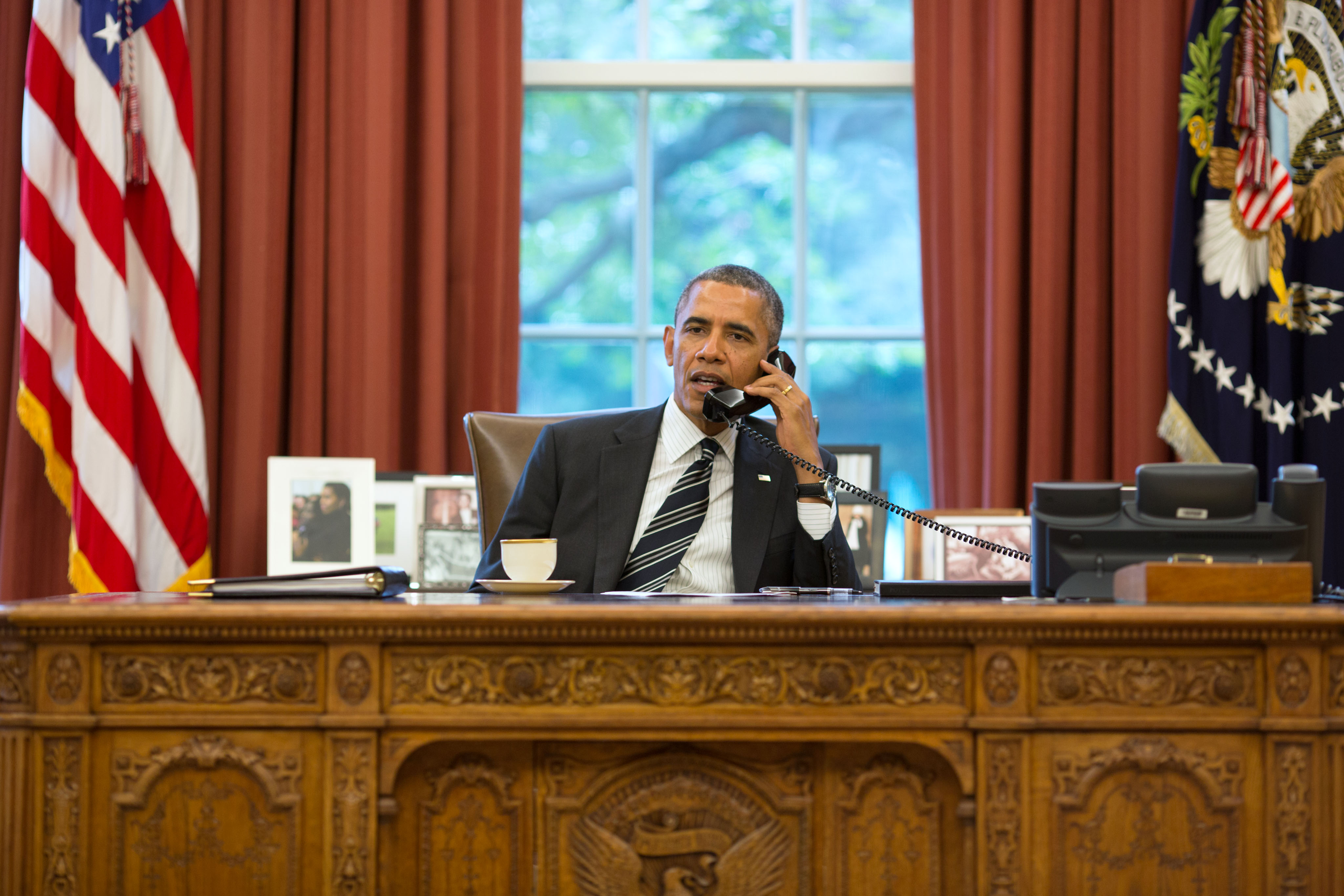
Barack Obama al telefono con Rouhani, 27 settembre 2013.

La visita di Rouhani a New York nel settembre del 2013 ha portato a un'apertura storica nelle relazioni tra l'Iran e gli Stati Uniti. Rouhani ha dichiarato che dopo trentadue anni di chiusura il suo governo è pronto a dialogare apertamente con gli Stati Uniti. Tuttavia Rouhani declinò la proposta di Barack Obama per un incontro in persona. Si presume che tale incontro fosse prematuro per Rouhani in quanto avrebbe ricevuto opposizione dai conservatori, e che vi fosse bisogno di costruire fiducia tra i due paesi prima di avere un incontro del genere. Nel 27 settembre del 2013, il giorno dopo che il capo del dipartimento di stato americano John Kerry e il ministro degli esteri iraniano Mohammad Javad Zarif s'incontrarono durante il dialogo del P5+1, Rouhani ebbe una chiamata telefonica dal presidente Barack Obama, un evento unico nella storia della Repubblica Islamica Iraniana dal 1979. Tale telefonata suscitò la protesta degli esponenti conservatori del regime iraniano.

#### Israele
Rouhani ha descritto Israele come "un occupante e un governo usurpatore" che "commette ingiustizie contro i popoli della regione, creando instabilità con politiche guerrafondaie". Tuttavia Rouhani si dissocia completamente dalle dichiarazioni del suo predecessore, riconoscendo l'olocausto come evento storico e le atrocità dei nazisti contro gli ebrei e i popoli dell'Europa.
 La TV di stato iraniana ha criticato la traduzione del programma sulla CNN, anche se tale affermazione è dubbia per via del legame della TV di stato e gli ambiti più conservatori della politica iraniana. Durante il suo viaggio negli Stati Uniti per il suo discorso alle Nazioni Unite, Rouhani decise di farsi accompagnare da un membro ebreo del parlamento iraniano. Tale decisione fu presa per precisare la posizione dell'Iran su Israele, in quanto non vi sono tensioni o risentimenti contro il popolo ebreo, ma piuttosto contro lo stato di Israele.

### Politica interna

#### Economia
La politica economica di Rouhani focalizza sullo sviluppo a lungo termine dell'Iran. In particolare si prefigge di migliorare l'ambiente imprenditoriale, aumentare il potere d'acquisto della popolazione e trattare per la rimozione delle pesanti sanzioni economiche internazionali che hanno gravemente danneggiato l'economia iraniana. Secondo le dichiarazioni rilasciate, la crescita economica è una delle principali priorità, la quale permetterebbe nel lungo termine di ridistribuire risorse e migliorare le condizioni dei ceti meno abbienti dell'Iran. Sono in considerazioni varie riforme organizzative, e piani per la riorganizzazione di sussidi, il controllo della liquidità, dell'inflazione e della disoccupazione.

#### Diritti umani
Rouhani è apertamente favorevole al miglioramento della condizione e a una più elevata inclusione delle donne nella società iraniana. In una delle sue dichiarazioni post-elezione Rouhani ha detto:
"Vi devono essere pari opportunità per le donne. Non vi sono differenze tra donne e uomini nella creazione, nella loro umanità, nella loro ricerca del sapere, nella loro comprensione e intelligenza, così come virtuosità religiosa nel servire Dio e la gente"
Il governo Rouhani ha nominato Elham Aminzadeh come vice-presidente, e Marzieh Afkham, prima portavoce donna del ministero degli esteri iraniano. Rouhani promise di creare un ministero per gli affari delle donne, tuttavia non implementò la proposta per via della critica delle varie organizzazioni per il diritto della donna iraniane in quanto vedevano la proposta come "protezionistica". Le opinioni sono state invece più favorevoli verso la proposta di creare una posizione in ogni ministero per affrontare le difficoltà delle donne iraniane.
Nel settembre del 2013 Rouhani ordinò la liberazione di undici prigionieri politici, fra cui otto donne, la nota attivista e avvocata iraniana Nasrin Sotoudeh e il politico riformista Mohsen Aminzadeh. Tale ordine fu dato pochi giorni prima del viaggio di Rouhani per gli Stati Uniti per la Assemblea Generale delle Nazioni Unite.

#### Media
Riferendosi alla censura della rete, Rouhani dichiarò: "Sono passati i giorni durante i quali si poteva costruire un muro attorno al paese. Oggi non esistono più muri". Allo stesso tempo criticò la TV di stato Islamic Republic of Iran Broadcasting (non sotto il suo potere) per la diffusione di notizie internazionali banali, e per ignorare notizie di rilevanza molto più grande. Rouhani allo stesso tempo dichiara di voler incrementare l'accesso degli iraniani a internet, social media, oltre ad altre libertà civili. in un'intervista dichiarò: "Vogliamo che la gente sia completamente libera nella propria vita privata. Nel mondo d'oggi l'accesso all'informazione, il dialogo libero e la libertà di pensiero sono il diritto di tutti i popoli, incluso quello iraniano".

## Pubblicazioni
Come professore ha scritto numerosi libri e articoli in persiano, inglese e arabo:
in persiano
- Islamic Revolution: Roots and Challenges (in persiano انقلاب اسلامی؛ ریشه‌ها و چالش‌ها‎), giugno 1997, ISBN 964-91025-0-7
- National Security and Economic System of Iran (in persiano امنیت ملی و نظام اقتصادی ایران‎) (Agosto 2010), ISBN 978-600-5247-94-7.
- Islamic Political Thought; Vol. 1: Conceptual Framework (in persiano اندیشه‌های سیاسی اسلام؛ جلد اول: مبانی نظری‎) (Dicembre 2009), ISBN 978-964-95394-0-9.
- Islamic Political Thought; Vol. 2: Foreign Policy (in persiano اندیشه‌های سیاسی اسلام؛ جلد دوم: سیاست خارجی‎) (Dicembre 2009), ISBN 978-964-95394-1-6.
- Islamic Political Thought; Vol. 3: Cultural and Social Issues (in persiano اندیشه‌های سیاسی اسلام؛ جلد سوم: مسائل فرهنگی و اجتماعی‎) (December 2009), ISBN 978-964-95394-2-3.
- Memoirs of Dr. Hassan Rouhani; Vol. 1: The Islamic Revolution (in persiano خاطرات دکتر حسن روحانی؛ جلد اول: انقلاب اسلامی‎) {(2008), ISBN 978-600-5914-80-1.
- Narration of Foresight and Hope (in persiano روایت تدبیر و امید‎) (Marzo 2013).
- An Introduction to the History of Shia' Imams (2012) (in persiano مقدمه‌ای بر تاریخ امامان شیعه‎) ISBN 978-600-5914-94-8.
- Age of Legal Capacity and Responsibility (in persiano سن اهلیت و مسئولیت قانونی‎) (Ottobre 2012), ISBN 978-600-290-013-5.
- Introduction to Islamic Countries (2008) (in persiano آشنایی با کشورهای اسلامی‎).
- Islamic Revolution: Roots and Challenges(1997) (in persiano انقلاب اسلامی؛ ریشه‌ها و چالش‌ها‎), ISBN 964-91025-0-7.
- Fundaments of Political Thoughts of Imam Khomeini(1999) (in persiano مبانی تفکر سیاسی امام خمینی‎).
- Role of Seminaries in Moral and Political Developments of Society (in persiano نقش حوزه‌های علمیه در تحولات اخلاقی و سیاسی جامعه‎) (Novembre 2011).
- National Security and Foreign Policy (in persiano امنیت ملی و سیاست خارجی‎) (in stampa).
- National Security and Environment (in persiano امنیت ملی و محیط زیست‎) (in stampa).
- Memoirs of Dr. Hassan Rouhani; Vol. 2: Sacred Defense (in persiano خاطرات دکتر حسن روحانی؛ جلد دوم: دفاع مقدس‎) (in stampa).

in inglese
- The Islamic Legislative Power (1994).
- The Flexibility of Shariah; Islamic Law (1996).

in arabo
- Commenti sul Fiqh (Diritto musulmano); Lezioni sul defunto Muhaqqiq Damād, in arabo تقريرات درس فقه مرحوم محقق داماد‎? "Sulla preghiera canonica islamica", in arabo صلاة‎?, Ṣalāt (in stampa).
- Commenti sugli Uṣūl [al-fiqh] (Fondamenti del diritto musulmano); Lezioni sul defunto Ayatollah Haerī, in arabo تقريرات درس أصول مرحوم حائري‎?, Taqrīrāt durus uṣūl marḥūm Ḥāʾirī "Sui principi scientifici", in arabo أصول علمية‎?, Uṣūl ʿilmiyya (in stampa).